# Eskobar
Eskobar Es el nombre de una banda sueca de rock alternativo y indie pop, la cual fue fundada en 1996 a unos 30 kilómetros al norte de Estocolmo, en la ciudad de Akersberga. La banda cuenta con Daniel Bellqvist como su cantante principal, Frederik Zall en las guitarras, y Robert Bir en la batería.

## Historia
Eskobar comenzó a tocar en el escenario como un grupo al finalizar el año 1996. Antes de eso solo se escuchaba en una pequeña ciudad llamada Akersberga 30 kilómetros al norte de Estocolmo.
En 1999, firmó un contrato de grabación con V2 Music después de haber enviado tres "demos" de sus canciones.
Su primer sencillo llamado On a Train, lanzado el 21 de noviembre en 1999. Su primer álbum, Til We're Dead, lanzado en marzo del siguiente año.

### Nombre
Cuando el grupo iba a dar a conocer su primera canción, aún no tenían nombre. Los miembros del grupo estaban buscando uno para la banda, pero todos aquellos que están considerando ya estaban en uso. 
Después de un rato se dan por vencidos. El problema se resuelve luego, cuando un amigo del grupo se reúne con un mánager americano y le pide ayuda. Él sugiere "Escobar". Al grupo le gusta y acepta pero le decide cambiar el nombre de la "C" en una "K".

## Miembros

### Formación actual
- Daniel Bellqvist - cantante principal
- Frederik Zäll - guitarra
- Robert Birming - batería

## Discografía

### Álbumes de estudio
- Til We're Dead (2000)
- There's Only Now (2001)
- A Thousand Last Chances (2004)
- Eskobar (2006)
- Death in Athens (2008)

### Sencillos
- Promo Single (7" Vinyl) (1999)
- On A Train (1999)
- On A Train (7" Vinyl) (2000)
- Good Day For Dying (2000)
- Tumbling Down (2000)
- Counterfeit EP (2000)
- Tumbling Down (Dead Mono Version) (2001)
- Into Space (2001)
- Tell Me I'm Wrong (2001)
- Someone New (2002)
- On The Ground (2002)
- Move On (2002)
- Love Strikes (2003)
- Singles Collection Volume One (Box) (2003)
- Singles Collection Volume Two (Box) (2003)
- Love Strikes (2003)
- Love Strikes (3" CD) (2003)
- Bring The Action (2004)
- You Got Me (2004)
- Even If You Know Me (2005)
- Persona Gone Missing (2006)
- Devil Keeps Me Moving (2006)
- Whatever This Town (2006)
- As the world turns (2008)
- Halleluja New World (2008)
- Money (2011)